# The Dance of Dragons
«The Dance of Dragons» (Dansa de dracs) és el novè episodi de la cinquena temporada, el 49è del total, de la sèrie televisiva Game of Thrones de la productora nord-americana HBO. L'episodi va ser escrit per David Benioff i D.B. Weiss i dirigit per David Nutter. Es va estrenar el 7 de juny del 2015.

## Argument

### A Braavos
Arya (Maisie Williams), encara en el paper de venedora d'ostres, continua la missió que li va encomanar Jaqen (Tom Wlaschiha) per enverinar i matar a l'Home Prim. Però, mentre està a prop del seu objectiu, veu a Mace Tyrell (Roger Ashton-Griffiths) i Meryn Trant (Ian Beattie) que arriben al port per negociar noves condicions de pagament amb el Banc de Ferro. Arya, en veure a Trant, deixa de banda la seva missió i els segueix per la ciutat. Arya veu a Trant dins un bordell i s'assabenta que és un pedòfil. En tornar, Arya menteix a Jaqen dient-li que l'Home Prim no tenia gana i no va comprar cao ostra, li diu que ho intentarà l'endemà. Jaqen ho permet, tot i que no queda clar si es creu la mentida d'Arya.

### Al Mur
Jon (Kit Harrington) i Tormund (Kristofer Hivju) tornen al Mur, acompanyats pels supervivents, guàrdies i salvatges, de la batalla de Casa Austera. S'acosten a la porta, on Alliser (Owen Teale) malgrat els seus desacords amb Jon, ordena que s'obri. Jon creu que la seva missió va ser un fracàs, però Sam (John Bradley) li diu que ha salvat milers de salvatges que haurien estat assassinats pels Caminants Blancs. Jon també és conscient que molts dels germans de la Guàrdia de la Nit estan descontents amb ell per permetre que els salvatges s'endinsin més enllà del Mur i Alliser l'adverteix que la seva compassió els matarà a tots.

### Al Nord
Al campament de Stannis (Stephen Dillane), Ramsay i el seu grup de vint homes entren i cremen els subministraments de l'exèrcit. Llavors Stannis s'adona que, sense aliments, no sobreviuran a l'hivern. Davos (Liam Cunningham) li recomana que es retirin novament al Castell Negre, però Stannis s'hi nega i assenyala que no tenen prou menjar. A continuació, encarrega a Davos que torni al Castell Negre per sol·licitar més subministraments i reforços. Llavors, Stannis permet que Melisandre (Carice van Houten) pugui sacrificar a la foguera la seva filla Shireen (Kerry Ingram), amb el convenciment que «la sang reial» agradarà el déu vermell i aquest l'ajudarà a vèncer. Mentre Shireen crida de dolor, la seva mare Selyse (Tara Fitzgerald), que en un primer moment acceptava el sacrifici, intenta aturar la cerimònia però és reduïda pels mateixos soldats de Stannis.

### A Dorne
Jaime (Nikolaj Coster-Waldau) és conduït davant Doran Martell (Alexander Siddig) per explicar les seves accions. Jaime revela que ell va ser enviat a rescatar Myrcella (Nell Tiger Free), a causa d'un missatge amenaçador que se'ls va enviar des de Dorne. Doran s'adona ràpidament que Ellaria (Indira Varma) estava darrere de l'amenaça, i es disculpa. Per tal d'evitar una guerra amb els Lannister, Doran negocia un acord amb Jaime. A canvi de la llibertat de Jaime i el retorn de Myrcella a Port Reial, els Lannister han de permetre que Trystane (Toby Sebastià) pugui acompanyar a Myrcella i sigui el substitut d'Oberyn al Consell Privat. Trystane també permet l'alliberament de Bronn (Jerome Flynn) però a canvi de ser colpejat a la cara per Hotah (Deobia Oparei).
Després de la reunió, Doran parla amb Ellaria i li presenta un ultimàtum: o total lleialtat o pena de mort. Ellaria es compromet, entre llàgrimes, a ser-li lleial i Doran l'adverteix que aquesta és l'última oportunitat que li concedeix. Poc després, Ellaria es reuneix amb Jaime i fan les paus admetent que no és culpa seva o de Myrcella que Oberyn fos assassinat.

### A Meereen
Daenerys
(Emilia Clarke), acompanyat per Tyrion (Peter Dinklage), Missandei 
(Nathalie Emmanuel), Daario (Michiel Huisman) i Hizdahr (Joel Fry) 
supervisa l'inici de la temporada de lluita en el Pou de Daznak. Durant el començament de la segona batalla, un dels lluitadors es revela a si mateix com Jora (Iain Glen). Després
de derrotar amb èxit els altres combatents, Jorah sobte pren una llança
i el llança cap a l'escenari real, matant a un assassí acostar 
sigilosament a Daenerys. Immediatament, els Fills de l'Harpia ataquen l'estadi, matant a molts guàrdies i espectadors, entre ells Hizdahr. Daenerys
i el seu intent seguici d'escapar, però els Fills de l'Harpia segellar 
les sortides, deixant a tots envoltat i atrapat en el centre del ring de
lluita. Daenerys pren la mà de Missandei i tanca els ulls, pel que sembla acceptant la seva destinació, quan Drogon se sent rugir prop. Ell apareix de sobte, incendiant i matant a molts Fills de l'Harpia, portant a alguns a fugir. Mentre
un grup de la temptativa Sons atacar Drogon per tirar llances ell, 
Daenerys es puja a l'esquena de Drogon, ordenant-li a volar. Els
Fills de l'Harpia fugen com Drogon porta al cel amb Daenerys a 
l'esquena, mentre els seus aliats miren amb sorpresa com els dos d'ells 
s'eleven al cel per sobre de Meereen.

## Producció

### Guió
Aquest episodi va ser escrit per a la televisió per David Benioff i DB Weiss, creadors de la sèrie.
Igual que altres episodis d'aquesta temporada, "La Dansa de Dracs" conté contingut original que no es troba en les novel·les de Martin, però és en aquest cas notable per contenir contingut que encara no ha aparegut en les novel·les: productors executius David Benioff i DB Weiss va confirmar que George RR Martin els va dir que Shireen va ser cremat a la mort com un sacrifici en un futur novel·la inèdita. Benioff va dir: "Quan George primer ens va dir sobre això, que era un d'aquests moments en què recordo mirant a Dan, era simplement, com, déu és tan, tan horrible, i és tan bo en un sentit història, perquè tot ve junts. poble "[3] Weiss diu que creu que la decisió de matar Shireen d'aquesta manera està" totalment [narrativament] justificat", qüestionant per què" estem tots molt selectiu sobre quins personatges mereixen la nostra empatia. Stannis ha estat cremant visqui per raons aparentment trivials des de la temporada 2. "[4]

## Audiències i crítica

### Audiències de televisió
Aquest episodi va ser vist per 7.14 milions de televidents nord-americans durant la seva primera emissió.

### Crítiques
The Dance of Dragons va rebre crítiques molt positives, amb molts crítics elogiant la conclusió de l'episodi al forat del Daznak.